# Oscar Enestad
Oscar Johan Ingvar Enestad, född 21 februari 1997 i Skarpnäcks församling i Stockholm, är en svensk sångare. 
Han var medlem i det svenska pojkbandet FO&O, som var aktivt mellan 2013 och 2017. Bandet deltog första gången i Melodifestivalen 2017 med låten "Gotta Thing About You".
Enestad deltog igen i Melodifestivalen 2019 som soloartist med låten "I Love It" i andra deltävlingen där han kom på sjunde plats.